# Cerithiopsis cynthia
Cerithiopsis cynthia är en snäckart som beskrevs av Bartsch 1911. Cerithiopsis cynthia ingår i släktet Cerithiopsis och familjen Cerithiopsidae. Inga underarter finns listade i Catalogue of Life.